# Catedral basílica de San Pedro (Đakovo)
La Catedral Basílica de San Pedro o simplemente Catedral de Đakovo (en croata: Katedrala sv. Petra) es la catedral de la arquidiócesis de Đakovo-Osijek en Đakovo, al norte de Croacia.
La Catedral de Đakovo es el mayor edificio sacro de nueva construcción del historicismo croata. La catedral de San Pedro en Đakovo es el monumento más famoso de la ciudad y el objeto sacro más importante.
La catedral fue construida 1866-82 bajo Josip Juraj Strossmayer, que era el obispo de la diócesis católica de Đakovo y Srijem. Los arquitectos de la catedral fueron Carl Roesner y Friedrich von Schmidt, de Viena. Hay pinturas al fresco que representan escenas del Antiguo Testamento en la nave central y las escenas del Nuevo Testamento de la vida de San Pedro, en la capilla fueron ejecutados por los pintores romanos de origen alemán Alexander Maximillian y Ludovico Seitz, a excepción de dos frescos que fueron pintadas por Achille Ansiglioni . Las escenas de la vida de San Pedro se hicieron parcialmente según los dibujos creados para la catedral de Đakovo por uno de los principales pintores nazarenos Friedrich Overbeck.

## Véase también

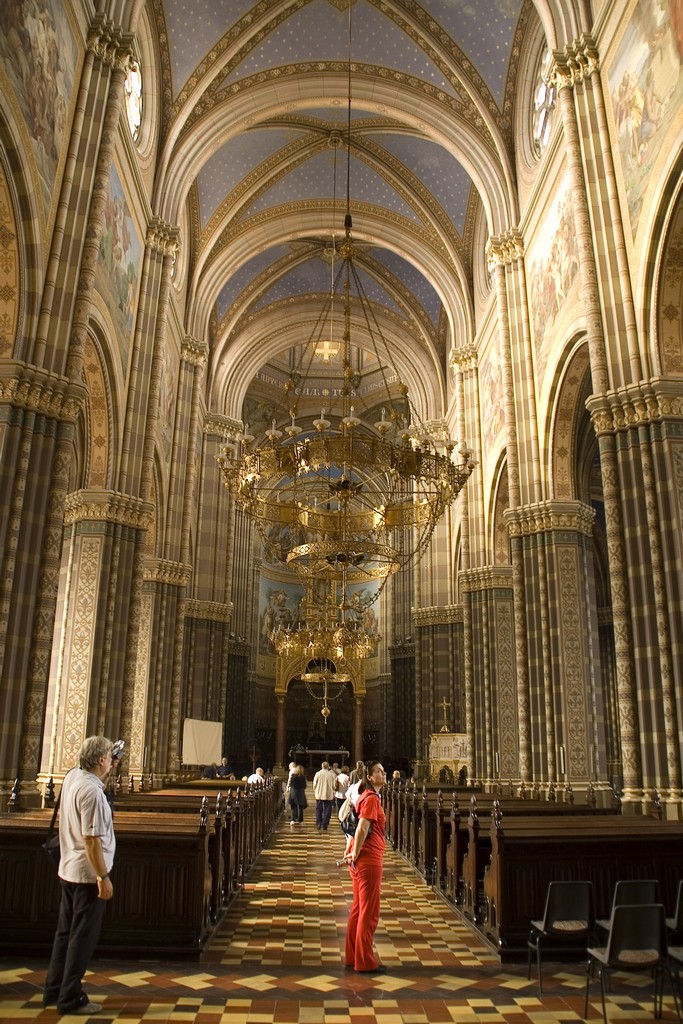
Vista interna